# Allenrolfea vaginata
Allenrolfea vaginata là loài thực vật có hoa thuộc họ Dền. Loài này được (Griseb.) Kuntze mô tả khoa học đầu tiên năm 1891.